# Cruche
Pour les articles homonymes, voir Cruche (homonymie).

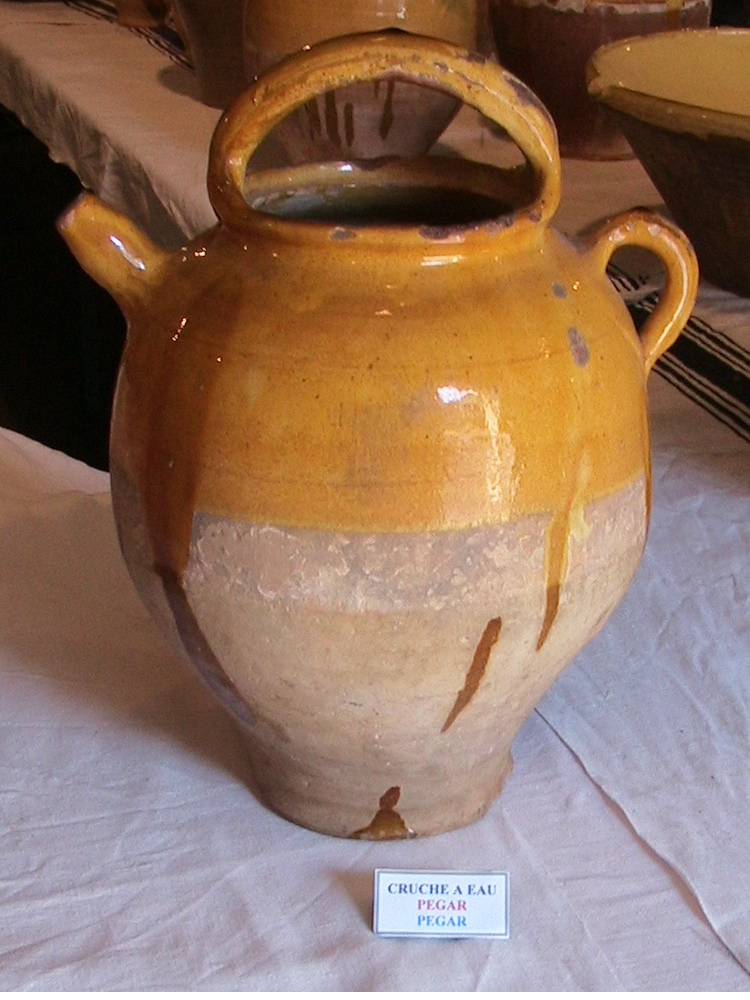
Cruche, du Pays basque.

Une cruche est un récipient, généralement en terre cuite, d’une contenance de quelques litres, à col étroit et une ou deux anses permettant le transport et la mise à disposition de l’eau domestique, du lait ou du vin.
De façon peu amicale, le mot est aussi employé pour parler d’une personne « empotée », pas très maligne ni « dégourdie ». 

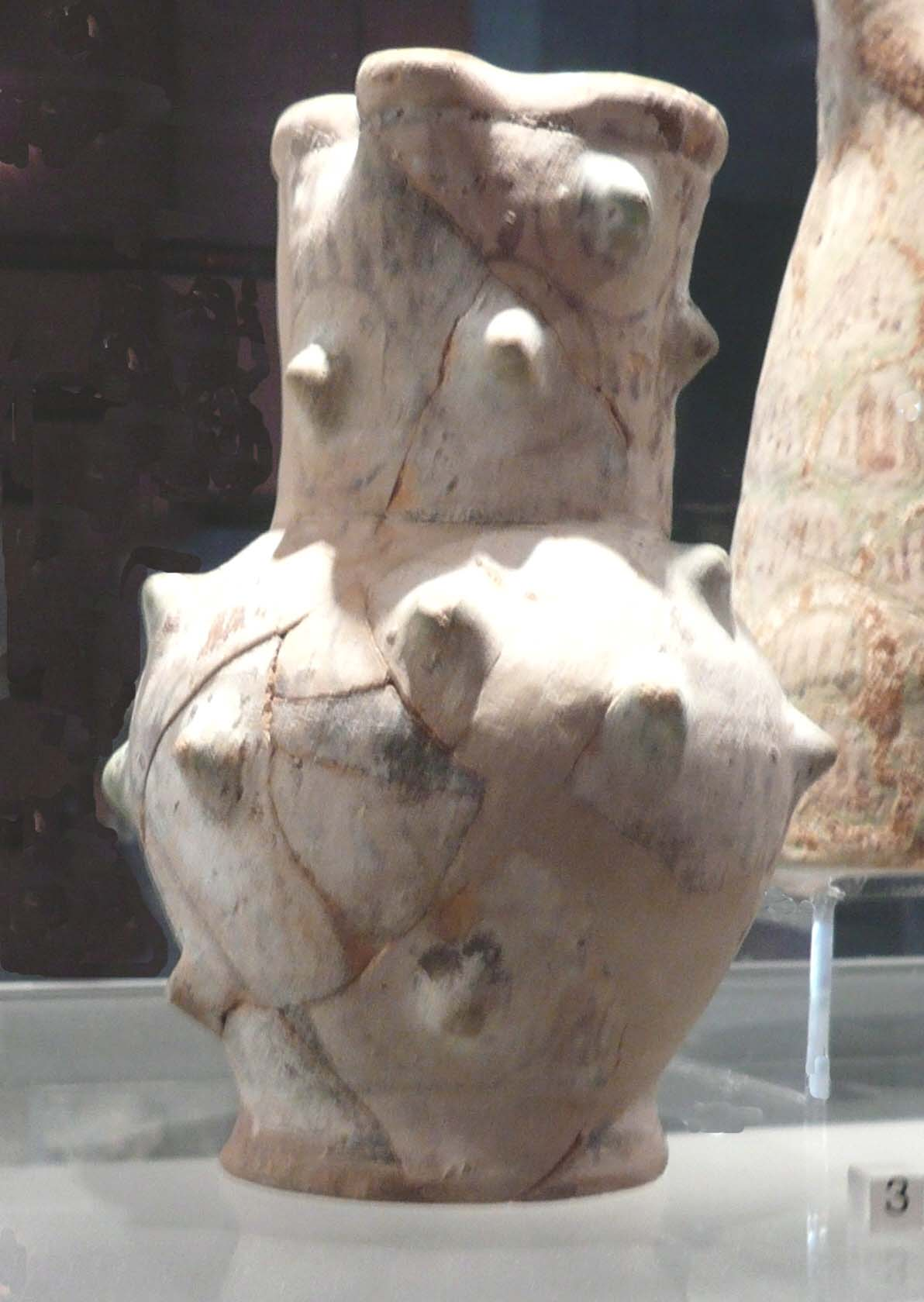
Cruche émaillée rehaussée de tétons, trouvée dans des fouilles à Marseille (Musée d'histoire de Marseille)
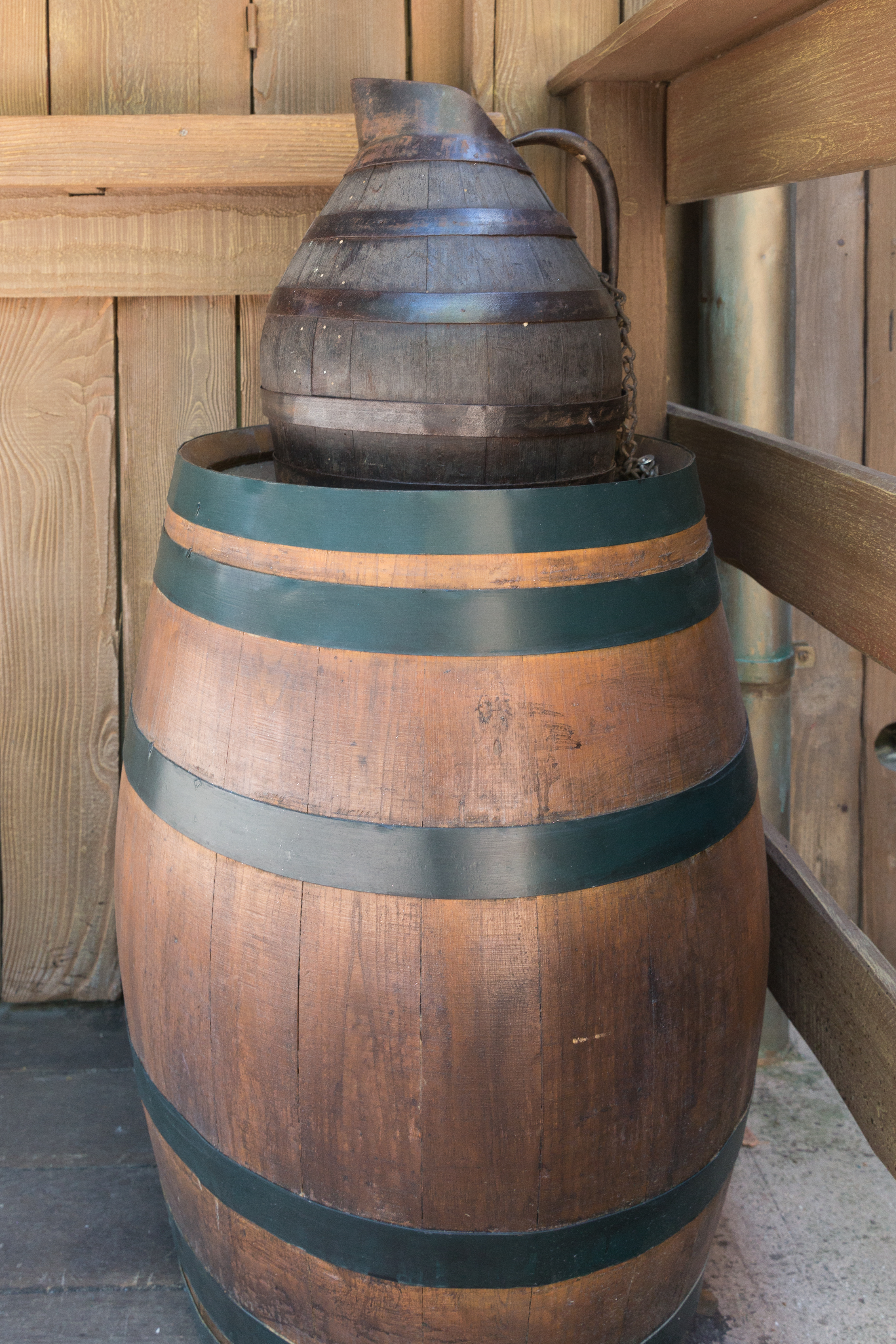
Cruche en bois à Disneyland Paris.